# Aeronautica di Slovenia e Dalmazia

## OOB ai primi di settembre del 1943
A causa degli eventi bellici molti reparti della Regia Aeronautica vennero riassegnati. La situazione che viene di seguito presentata fa riferimento ai primi di settembre del 1943 quando il comando era all'Aeroporto di Zara-Zemonico.
- 51ª Squadriglia Autonoma Bombardamento Terrestre, (Zara con 8 Fiat B.R.20M)
- 69ª Squadriglia Autonoma Bombardamento Terrestre, (Aeroporto di Scutari con 5 Fiat B.R.20M)
- 383ª Squadriglia Autonoma d´Assalto, (Zara con 13 Fiat C.R.42)
- Sezione Intercettori distaccata, (Altura di Pola)